# Thomas Wågström
Thomas Wågström, född 1955, är en svensk fotograf bosatt i Stockholm. 
Wågström arbetar med egna projekt och gör fotoböcker och utställningar. Wågströms bok Boxare utsågs 2004 vid Hasselblad Center till en av de 32 mest betydelsefulla svenska fotoböckerna. Han fick 2010 i uppdrag av Nationalmuseum att ta årets hedersporträtt på Ingvar Kamprad. Han erhöll 2015 särskild författarpenning från Författarfonden. 
Han omnämns i Karl Ove Knausgårds bok Min kamp. När han skrev boken Själens Amerika hade han två svartvita fotografier av Wågström på väggen: ”… det ena av en skimrande barnklänning, det andra av ett svart vatten där en ytters ögon skymtade precis under ytan”. 

## Priser och stipendier
- ICP Annual Infinity Awards, 1995 (nominerad)
- Bästa Fotobok, 1996 och 2001 (nominerad)
- Svensk Bokkonst 1995, 2006, 2009, 2023
- Författarfonden 1996, 2001, 2007-08, 2010-14, 2015-2025
- Konstnärsnämnden 1984, 1990, 2012
- Arbetets Museums Dokumentärfotopris 2010
- Svenska Fotobokspriset 2024 (nominerad)